# Palau Patriarcal (Venècia)

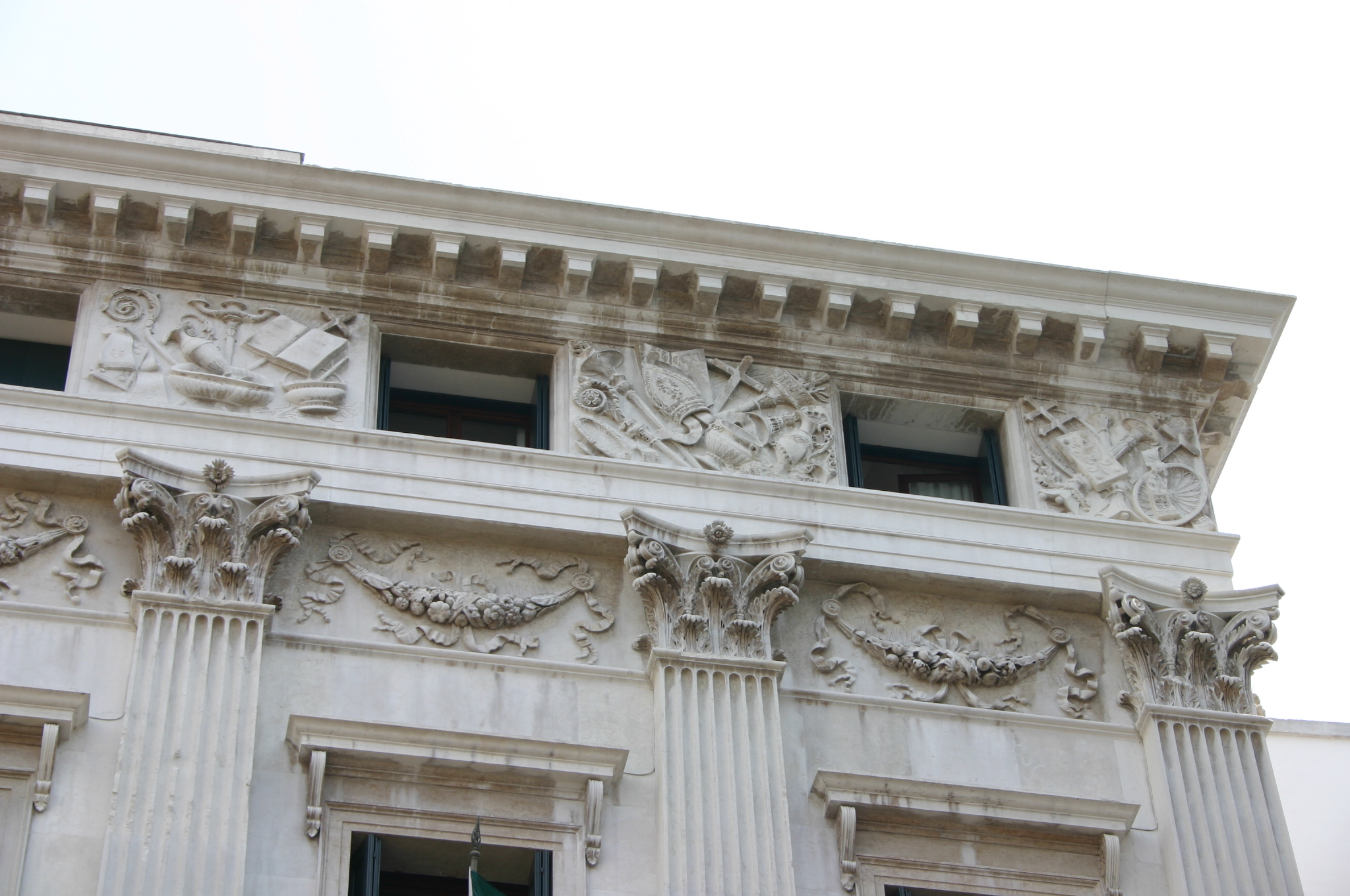
Detall de la cornisa

El Palau Patriarcal de Venècia, és la seu de la cúria diocesana del Patriarcat de Venècia. Es troba a la plaça de Sant Marc, al costat de la Basílica de Sant Marc, i de la Piazzetta dei Leoncini.

## Història
Originalment l'edifici, juntament amb la Basílica, eren part del complex del Palau Ducal.
El palau, connectat amb els apartaments del dux a través d'un passatge amb sostre darrere l'absis de la basílica, va ser construït a inicis del segle xvii per albergar una nova sala de banquets, destinada a les recepcions de la Serenissima Signoria i del Consiglio dei Pregadi venecians.
Després de la caiguda de la República de Venècia i la supressió de la Primicerio della basilica di San Marco com a diòcesi nullius autònoma, i amb el trasllat a la Basílica marciana de la càtedra patriarcal l'any 1807, l'edifici va ser triat com a nova seu de la cúria.
Els treballs d'adequació, iniciats segons el projecte de Lorenzo Santi l'any 1837, van permetre ja en el 1840 el trasllat de les oficines curials, i es van acabar l'any 1870, amb la inauguració de la nova façana.
Abans del trasllat de la cúria a Sant Marc, el Palau Patriarcal estava situat al costat de la Basilica di San Pietro di Castello, amb vista al campo del mateix nom. Abandonat en favor de la nova seu, l'antic palau va ser la residència de la Diocesi di Castello, però aviat va caure en desús.